# Julin (Kaliska)
Julin – część wsi Kaliska w Polsce, położona w województwie mazowieckim, w powiecie węgrowskim, w gminie Łochów.
Dawny folwark  nad Liwcem. Rozpościera się wzdłuż ulicy Strażackiej, na północny zachód od Kalisk.
W latach 1975–1998 miejscowość administracyjnie należała do województwa siedleckiego.